# Лежён, Филипп
Филипп Лежён (фр. Philippe Lejeune, род. 13 августа 1938) — французский историк и социолог литературы, исследователь автобиографического и дневникового жанра.

## Биография и труды
Сын университетского преподавателя-классика. Преподавал в Лионском университете, с 1972 года — в Университете Париж-Север. Автор монографических работ об Андре Жиде, Мишеле Лейрисе, Жорже Переке. Но главные его труды связаны с формами представления «я» (мемуары, дневники, записки, автобиографии и т. п.) в европейской культуре XIX—XXI вв. Лежён — инициатор национальных конкурсов автобиографий и дневников, один из учредителей национальной Ассоциации в защиту автобиографии и автобиографического наследия (создана в городке Амберьё-ан-Бюже между Лионом и Женевой в 1992 году), которая на данный момент располагает гигантским рукописным и медиальным архивом, выпускает собственные «Тетради» и журнал «Все беды от Руссо».

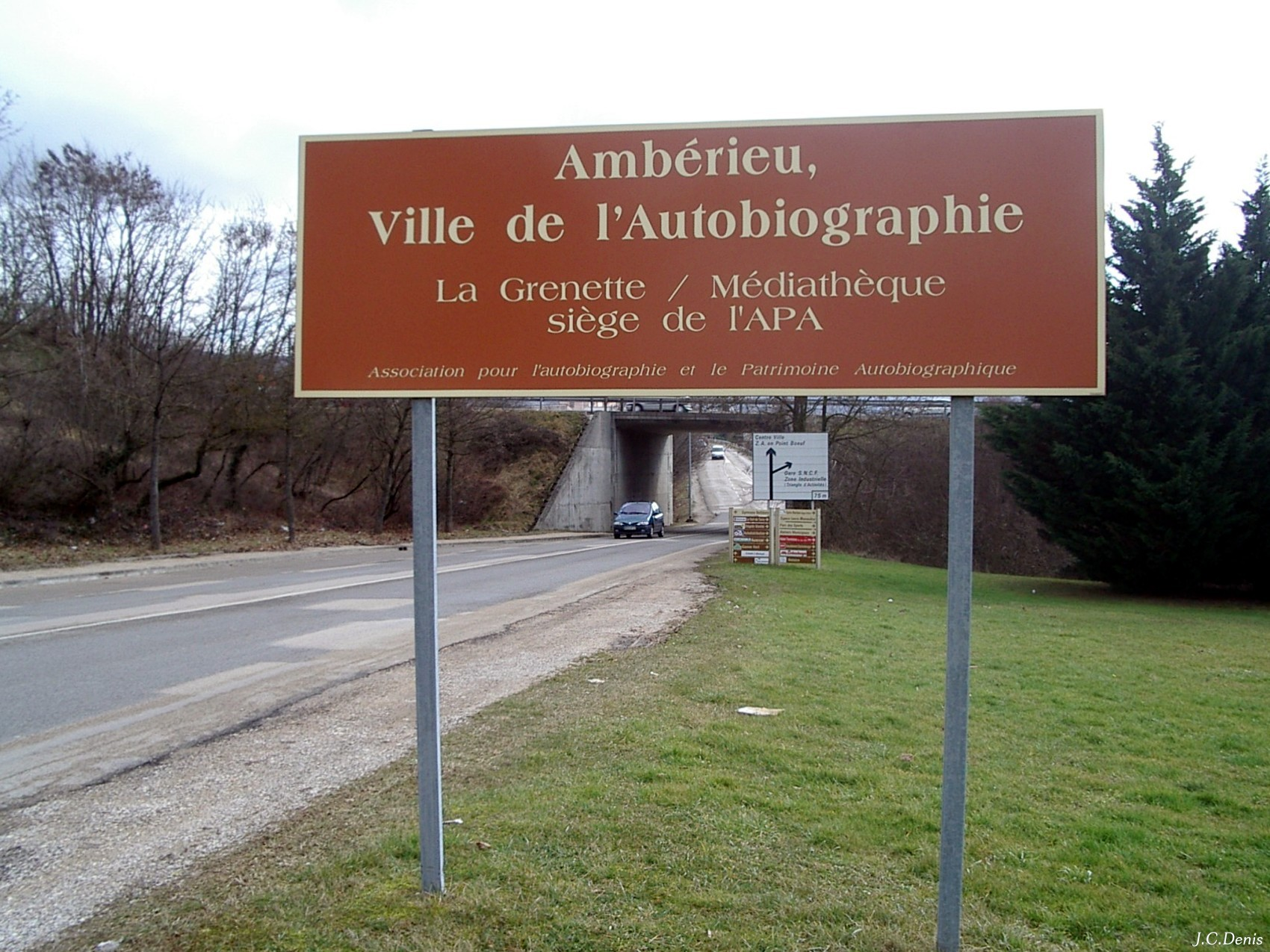
Дорожный указатель Амберьё, город автобиографии

## Признание
Книги и статьи Филиппа Лежёна переведены на пятнадцать языков, включая китайский, японский и корейский.

## Избранные работы
- L’Autobiographie en France. Paris: A. Colin, 1971
- Le pacte autobiographique. Paris: Seuil, 1975 (переизд. 1996, 2005, 2006)
- Je est un autre: l’autobiographie de la littérature aux médias. Paris: Seuil, 1980
- Le Moi des demoiselles. Enquête sur le journal de jeune fille, Paris: Seuil, 1993
- Pour l’autobiographie: chroniques. Paris: Seuil, 1998
- «Cher écran»: journal personnel, ordinateur, Internet. Paris: Seuil, 2000
- Le journal intime: histoire et anthologie. Paris: Textuel, 2006 (avec Catherine Bogaert)
- Nourritures. Ambérieu-en-Bugey: Association pour l’autobiographie et le patrimoine autobiographique, 2007
- Internet et moi. Ambérieu-en-Bugey: Association pour l’autobiographie et le patrimoine autobiographique, 2007
- Frontières de l’autobiographie. Paris: Seuil, 2007

## Публикации на русском языке
- В защиту автобиографии // Иностранная литература, 2000, № 4, с. 110—122
- Девичье «я» // Вопросы филологии, 2001, № 3 (9), с. 83-90
- Слово за решеткой
- «Я в некотором смысле создатель религиозной секты…» (Интервью)
- От автобиографии к рассказу о себе, от университета к ассоциации любителей: история одного гуманитария